# Larix lyallii
Larix lyallii és una espècie de conífera de la família Pinaceae nadiua del nord-oest d'Amèrica del Nord. Apareix a grans altituds (1.800-2.400 m) a les muntanyes Rocoses d'Idaho, Montana, Colúmbia Britànica, i Alberta. Hi ha una població disjunta a les Cascades de l'estat de Washington.
Larix lyallii prospera i sobreviu amb temperatures molt baixes si creix en sòls rocosos prims i sovint es troba al límit arbori de la seva zona. Tanmateix pot créixer en sòls molt diversos amb ombra o sense en sòls humits però ben drenats.

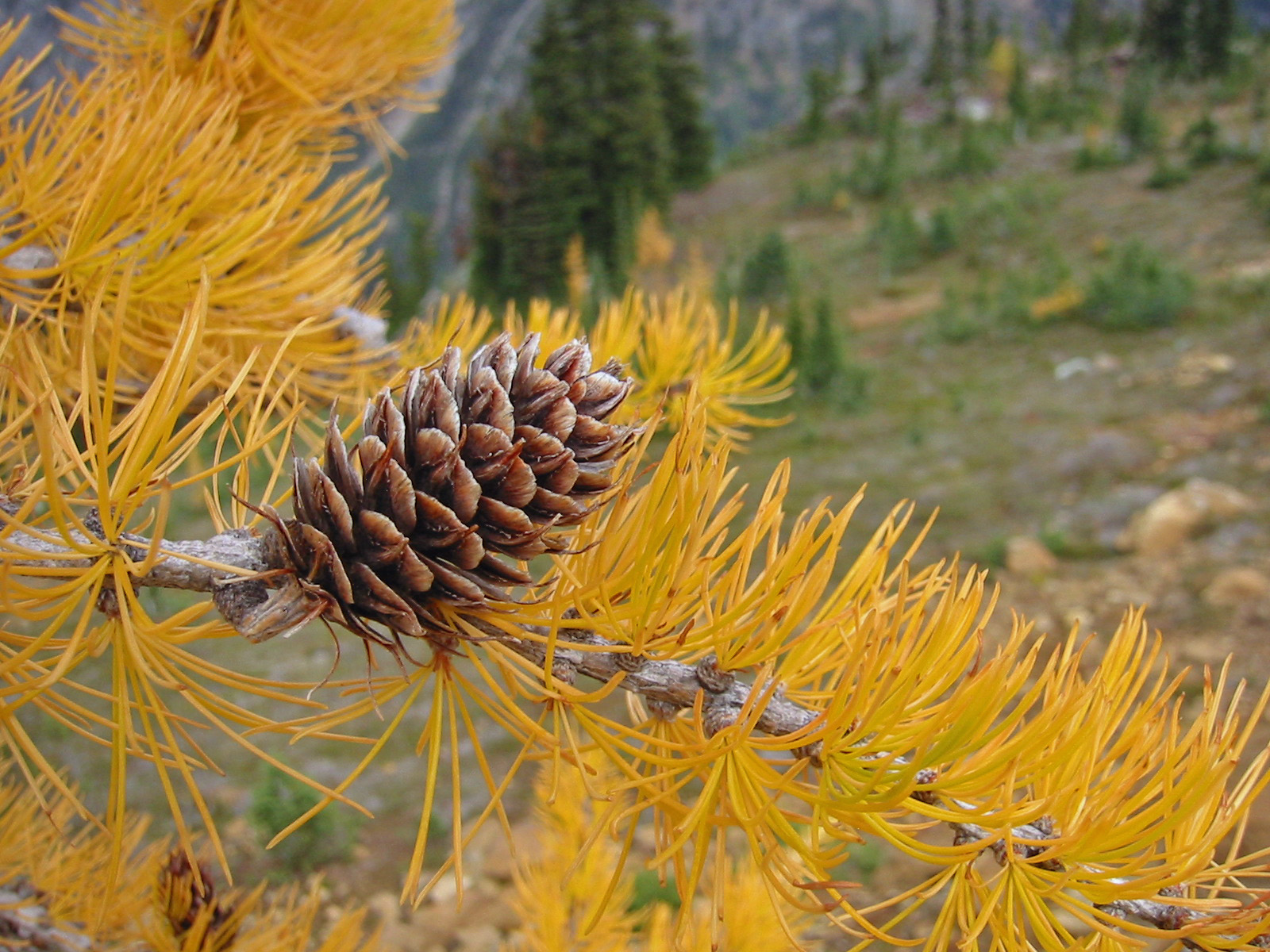
Pinya i fulles a la tardor

## Descripció
Larix lyallii és un arbre petit que fa de 10 a 25 m d'alt i encara és més baix a grans altituds. Les fulles tenen quatre angles amb 20-35 mm de llargada. Com tots els làrixs és caducifoli. Les pinyes fan 2.5-4 cm de llarg.

## Usos
L'escorça té taní i la fusta és forta, pesant i duradora.